# José Mari
Pour les articles homonymes, voir Mari.
José María Romero Poyón dit José Mari, né le 10 décembre 1978 à Séville, est un footballeur espagnol.

## Biographie
En tant qu'attaquant, José Mari fut international espagnol à 4 reprises (2001-2003) pour 1 but. Il joua contre le Japon, la Bulgarie (où il inscrivit le seul but du match à la 10e minute), l'Allemagne et l'Équateur. En 4 matchs, il enregistra quatre victoires.
Il participa aux Jeux olympiques de 2000. Il fut titulaire dans tous les matchs, sauf contre le Chili. Il inscrivit 3 buts dans ce tournoi (Corée du Sud, Maroc, USA). Lors de la finale contre le Cameroun, il est expulsé à la suite de deux cartons jaunes (55e et 91e minutes). L'Espagne remportera la médaille d'argent.
Il joua dans différents clubs espagnols (Séville FC, Atlético de Madrid, Villarreal CF, Betis Séville et Gimnàstic de Tarragona) et connut une expérience à l'étranger (Milan AC), et joue actuellement depuis 2010 au Xerez CD, en D2 espagnole. Il remporta deux coupes Intertoto en 2003 et en 2004 avec Villareal CF.

## Palmarès
- Jeux olympiques
  - Médaille d'argent en 2000
- Coupe d'Espagne de football
  - Finaliste en 1999
- Coupe Intertoto
  - Vainqueur en 2003 et en 2004